# 大道寺直次
大道寺 直次（だいどうじ なおつぐ、元亀2年（1571年）- 慶安4年10月11日（1651年11月23日））は、戦国時代から江戸時代前期にかけての武将。大道寺政繁の四男。母は遠山綱景の娘。官位は内蔵助。正室は高城胤辰の娘。
はじめ北条氏直に仕える。1590年の小田原征伐で父が自刃し、後北条氏が滅亡すると、母方の姓を名乗り、遠山長右衛門と改名して黒田如水の家臣となる。その後、豊臣秀次の家臣となったが、秀次が1595年の秀次事件で自刃したため、福島正則の家臣となった。正則に仕えて関ヶ原の戦いにも従軍して功を挙げた。
1619年、正則が改易されるとしばらくは浪人したが、黒田長政、京極忠高らの家臣を経て徳川家光に招聘されて幕臣となった。1千石。このとき、姓を大道寺に戻している。1651年、81歳で死去した。尾張藩士の舎人恒忠の子を養子とした。この大道寺直数以降、子孫は幕臣として存続している。